# 屈楚萧
屈楚萧（1994年12月28日—），出生于四川省眉山市，中国男演员。

## 生平
2017年本科毕业于中央戏剧学院表演系。2016年以出演都市爱情网剧《我的朋友陈白露小姐》的男主角触电荧屏。 之后在古装剧《如懿传》中饰演荣亲王永琪， 以及在古装传奇剧《独步天下》中饰演多尔衮。 2018年，主演了古装武侠剧《媚者无疆》，饰演男主角影子长安。2019年春节档上映的科幻电影《流浪地球》中，屈楚萧扮演男主角刘启，受到廣泛關注。
同年10月17日，屈楚蕭入選2019福布斯中國30歲以下精英榜。2021年5月20日，主演的電影《我要我們在一起》上映。2022年1月26日，主演的奇幻懸疑愛情劇《一閃一閃亮星星》播出，飾演張萬森；電影版於2023年12月30日上映。主演的電影《燃冬》入围第76屆坎城影展“一种关注”官方单元于2023年5月21日进行首映，同年8月22日在中國大陸公映。

## 争议

### 社交媒體言論
2019年初，《流浪地球》上映後，屈楚萧此前在社交媒體的言論引發爭議，包括在豆瓣加入搭讪学、跟踪学、反搭讪学、SM等小組，反對女權，“想到同性恋就恶心”，进入娱乐圈是生活所迫，自称「戏子」等言论。曝光后，屈楚萧注销了豆瓣账号。
2019年2月22日，于正在微博不点名批评屈楚萧言论：“现在正处于叛逆期的小孩其实不合适红。红了感觉整个世界在跟他为敌，不红急的像热锅上的蚂蚁。”“本来跟我无关的事不想瞎bb，但是看到‘戏子’这样的字眼还是很不舒服，究竟是什么样的心态，一边享受着这一行带来的名利，一边还看不起这一行？”“好好拍戏之前先学着好好做人吧，路还那么长！”

### 《长歌行》换角風波
屈楚萧在2018年7月成立个人工作室，此后与经纪公司喜天影视关系紧张。2020年3月底，在電視劇《長歌行》已進行開拍前武術訓練的情況下，原訂男主角屈楚蕭被換，由吳磊救場。3月27日，屈楚萧在IG動態发文：「感谢力挺，开机顺利。」並用彩色字体加了一句“happy day，你happy了吗？”（喜天，你开心了吗？）。隨後又補充到：“不好意思，刚刚为了对仗工整，少打一个字，应该是祝开机顺利。”被解讀為感謝導演和劇組的力挺，諷刺喜天因解约风波，为封殺他而強行換角。

### 前女友指控
2020年4月20日，屈楚蕭被拍到與演員萬籽麟約會畫面。屈楚蕭在微博否認戀情，9分鐘後，女方在微博表示：「剛剛得知被分手了，謝謝大家關心。 」
2020年4月24日，屈楚蕭前女友黎梵在微博發布多張聊天記錄，瘀傷照，12萬的封口費转账记录，指控屈楚蕭恋爱期间对其进行精神控制，熱衷性虐待，私生活混乱，接受女方大量財物，導致其罹患抑鬱症，試圖吞安眠藥自殺。黎梵還指屈楚蕭毆打另一位女生，導致其流产。
2020年12月24日，網友「我也不知道叫什麼了」在微博稱自己遭到屈楚蕭好友殴打，被屈楚蕭逼迫墮胎，同时發布疑似割腕的照片，随后她更改名字、清空微博，引发网友热议。12月25日，屈楚萧方发布律师声明，称关于屈楚萧“家暴”等言论均不属实。12月26日，女方向屈楚萧道歉：“没有被家暴、没有怀孕，和屈楚萧也不是男女朋友关系，受伤的照片包括其他都是拼凑出来的。”2021年1月6日，女方曝光了一段录音，称自己受到屈楚萧经纪人的威胁才会删掉之前的爆料。录音中經紀人稱屈楚蕭是個好人，不願意讓前女友受到傷害，「但是我們不是沒有辦法（對付妳）！」屈楚萧身后有很多过亿的项目，真的把他们逼急了，「你不知道我们做什么。」經紀人還說：「我們知道妳的名字、妳的家庭住址、妳的其他的東西，我們也可以在網上毀了妳！妳未來10年去找工作，別人說，喔是妳啊。妳談戀愛別人家長就會說，原來是妳啊，不可以。」随后女方曝光了与屈楚萧的通话录音，称从事情发生到现在，没有他一句亲口的对不起，“他们所有人都在责怪我”。屈楚萧方回應称女方索要钱财未果，恶意剪辑录音，已对其提告。
1月7日晚，女方发文详细解释了来龙去脉，控诉此前遭到屈楚萧朋友赵晓坤殴打，第二天被屈楚萧阻止报警，考虑其前途才作罢，而赵在屈的调解下对女方道歉：“对不起，酒喝多了冲动了。”此后因不堪屈楚萧冷暴力，她在12月第一次微博爆料，因受屈楚萧威胁，她才在2日后澄清辟谣。女方也反驳了律师及粉丝的质疑，强调「我从来没说屈楚萧家暴我，不得不说营销号真的很专业，特别会避重就轻钻漏洞。他把朋友叫来劝架，但他朋友却殴打我，屈楚萧没有及时制止，以我的角度看他也是施暴者……」「至于怀孕，确实不是真的，是我选错了和他对话的方式，一开始确实经期没来，我和他说了我可能怀孕，但是他对我还是选择冷暴力，所以我说了你不出现我发微博了，他就出现了，和我说好好在一起对我好不会有别人，他一个劲的哄我，说怀孕了话要把孩子打掉，我非常抱歉以怀孕打胎的方式来试探他的真心，我也非常抱歉以编造这件事对大家的影响。」
2月12日，电影《侍神令》上映，票房不佳，且片方隐而不报屈楚萧担任主角，引发欺骗观众争议。屈楚萧2月15日在微博表示：“电影是大家四年的心血，是我个人没能做好，接受所有的批评和指正。”此前指控又被提起，屈楚萧再度否認家暴和精神控制，稱自己「一直是個坚实的平权支持者，支持女性以正确方式谋得应得地位和尊重。」
8月23日，屈楚萧起诉女方网络侵权纠纷案在线上开庭。屈楚萧要求被告在其微博账号“我也不知道叫什么了”上道歉并赔偿20万元。

### 《一闪一闪亮星星》票房造假
屈楚萧主演電影《一闪一闪亮星星》在2023年12月5日点映时预售票房超过7000万元，创下中国电影首日预售票房最高纪录。截至12月15日（正式上映前半个月），累计预售票房已突破2.5亿元。然而，截至12月16日，票务平台猫眼和淘票票上已有超过100万人申请退款，两大平台的平均退款率达18.1%。在元旦假期期间，《一闪一闪亮星星》首日票房达4亿元，次日票房为3.26亿元；第三日票房则降至5700万元，跌幅接近83%。预售票高退款率及上映后票房急剧下滑，導致該片被部分媒体質疑票房造假。

## 影视作品

### 电影
| 首映年度 | 片名               | 角色         | 备注     |
| -------- | ------------------ | ------------ | -------- |
| 2017年   | 父子雄兵           | Michael      |          |
| 2018年   | 二十岁             | 刘达         |          |
| 2019年   | 流浪地球           | 刘启         |          |
| 2021年   | 侍神令             | 袁柏雅       |          |
| 2021年   | 我要我们在一起     | 吕钦扬       |          |
| 2023年   | 燃冬               | 韓蕭         |          |
| 2023年   | 一閃一閃亮星星     | 張萬森       |          |
| 2024年   | 危机航线           | 邁克（Mike） |          |
| 2025年   | 有朵云像你         | 秦天         |          |
| 2025年   | 无名之辈：意义非凡 | 陈小龙       |          |
| 2027年   | 流浪地球3          | 刘启         |          |
| 待上映   | 毕业进行时         | 肖劲         | 2017拍攝 |
| 待上映   | 留學反攻略(好傢伙) | 高揚         | 2018拍攝 |
| 待上映   | 藏地白皮书         | 毛銘基       |          |
| 待上映   | 长夜将尽           |              |          |
| 待上映   | 梦中人             |              |          |

### 电视剧
| 首播年度 | 片名                 | 角色       | 备注   |
| -------- | -------------------- | ---------- | ------ |
| 2016年   | 我的朋友陈白露小姐   | 陈言       | 网络剧 |
| 2017年   | 独步天下             | 多尔衮     | 网络剧 |
| 2018年   | 媚者无疆             | 长安／谢欢 | 网络剧 |
| 2018年   | 如懿传               | 荣亲王永琪 |        |
| 2021年   | 古董局中局之掠宝清单 | 许一城     |        |
| 2022年   | 一闪一闪亮星星       | 张万森     | 网络剧 |
| 待播     | 皓月當空-牧星戰隊    | 吳畏       |        |
| 待播     | 信条                 | 楊森       | 网络剧 |
| 待播     | 同心结               |            |        |

### 話劇
| 年份   | 片名     | 角色           | 备注 |
| 2021年 | 欲望街角 | 杜维           |      |
| 2021年 | 我是月亮 | 摇滚歌手贾斯汀 |      |
| 2022年 | 我是月亮 | 摇滚歌手贾斯汀 |      |
| 2024年 | 我是月亮 | 摇滚歌手贾斯汀 |      |

### 音樂作品
| 发行日期       | 标题                                                                                       | 作词            | 作曲          | 备注                                                                                         |
| -------------- | ------------------------------------------------------------------------------------------ | --------------- | ------------- | -------------------------------------------------------------------------------------------- |
| 2018年8月17日  | 《一生等你 》                                                                              | 陈曦            | 陈曦、董冬冬  | 《媚者无疆》主题曲                                                                           |
| 2021年6月25日  | 《有這樣一首歌》                                                                           | 黃少峰、 屈楚蕭 | 火星電台      | 專輯《我有一顆墨綠色的石頭我把它打磨成討人喜歡的樣子它沒有感謝我也許是因為它喜歡本來的模樣》 |
| 2021年6月25日  | 《一遍》                                                                                   | 仇依文          | 仇依文        | 專輯《我有一顆墨綠色的石頭我把它打磨成討人喜歡的樣子它沒有感謝我也許是因為它喜歡本來的模樣》 |
| 2021年6月25日  | 《星星》                                                                                   | 稻穗            | 稻穗          | 專輯《我有一顆墨綠色的石頭我把它打磨成討人喜歡的樣子它沒有感謝我也許是因為它喜歡本來的模樣》 |
| 2021年6月25日  | 《可愛》                                                                                   | 屈楚蕭          | 屈楚蕭        | 專輯《我有一顆墨綠色的石頭我把它打磨成討人喜歡的樣子它沒有感謝我也許是因為它喜歡本來的模樣》 |
| 2021年6月25日  | 《祖傳的宅邸》                                                                             | 葉芝            | 火星電台      | 專輯《我有一顆墨綠色的石頭我把它打磨成討人喜歡的樣子它沒有感謝我也許是因為它喜歡本來的模樣》 |
| 2021年6月25日  | 《我有一顆墨綠色的石頭 我把它打磨成討人喜歡的樣子 它沒有感謝我也許是因為它喜歡本來的模樣》 | 火星電台        | Gloria Kim    | 專輯《我有一顆墨綠色的石頭我把它打磨成討人喜歡的樣子它沒有感謝我也許是因為它喜歡本來的模樣》 |
| 2021年6月25日  | 《小象》                                                                                   | 火星電台        | 火星電台      | 專輯《我有一顆墨綠色的石頭我把它打磨成討人喜歡的樣子它沒有感謝我也許是因為它喜歡本來的模樣》 |
| 2021年6月25日  | 《反正和你沒關係》                                                                         | 火星電台        | 火星電台      | 專輯《我有一顆墨綠色的石頭我把它打磨成討人喜歡的樣子它沒有感謝我也許是因為它喜歡本來的模樣》 |
| 2021年6月25日  | 《火星或地球》                                                                             | 稻穗            | 稻穗          | 專輯《我有一顆墨綠色的石頭我把它打磨成討人喜歡的樣子它沒有感謝我也許是因為它喜歡本來的模樣》 |
| 2021年6月25日  | 《空白》                                                                                   | 火星電台        | 火星電台      | 專輯《我有一顆墨綠色的石頭我把它打磨成討人喜歡的樣子它沒有感謝我也許是因為它喜歡本來的模樣》 |
| 2022年1月29日  | 《For Lovers 》(深情版)                                                                    | 薩吉            | Hwang Yong Ju | 網劇《一閃一閃亮星星》 插曲                                                                  |
| 2023年12月28日 | 《暗戀獨白》                                                                               | 樊俊            | 胡皓          | 電影版《一閃一閃亮星星》插曲                                                                 |

## 獲獎
| 年份   | 頒獎典禮            | 獎項         |
| ------ | ------------------- | ------------ |
| 2024年 | 2024 爱奇艺尖叫之夜 | 年度角色人物 |